# Carrie (comédie musicale)
Pour les articles homonymes, voir Carrie.
Carrie (également connu sous le titre Carrie: The Musical à partir de la version de 2012), est une comédie musicale britanno-américaine écrite par Lawrence D. Cohen. Il s'agit d'une adaptation du roman du même titre de l'écrivain américain Stephen King, intégrant également des éléments de son adaptation cinématographique de 1976.
Co-produit par la troupe britannique Royal Shakespeare Company, le spectacle a d'abord été joué via des représentations tests au Royaume-Uni à partir du 13 février 1988 au Royal Shakespeare Theatre avant de s'installer au Virginia Theatre à Broadway pour plusieurs prestations en avant-premières à partir du 28 avril 1988. Il est officiellement lancé dans sa version originale le 12 mai 1988. Néanmoins, après seulement seize avant-premières et cinq représentations régulières à Broadway, le spectacle s'arrête à la suite d'une réception négative. 
Avec un budget de plus de 8 millions de $, conséquent à l'époque, il s'agit de l'un des échecs les plus cher de l'histoire de Broadway. Néanmoins, sa réputation et l'histoire derrière sa production difficile ont fait l'objet d'une grande fascination pour les fans de comédies musicales. Il a inspiré le livre Not Since Carrie de Ken Mandelbaum, sorti en 1991, et qui traite des flops à Broadway. Un podcast documentaire intitulé Out for Blood et qui traite de l'histoire du spectacle a été lancé en 2021 avant d'être adapté en livre.
Une nouvelle version retravaillée du spectacle a été lancée en 2012 en Off-Broadway avec un accueil positif. Cette version devient alors la version officielle afin d'être celle utilisée par toutes les futurs productions de Carrie, amateur ou professionnel.

## Synopsis
Carrie White est une adolescente étudiante au lycée de sa ville. Introvertie et solitaire, elle peine à s'intégrer et est régulièrement harcelée par les autres étudiants. Son quotidien est également très difficile chez elle à cause des violences physiologique et physique qu'elle subit de la part de sa mère, Margaret White, une maniaque extrémiste religieuse.
Lors d'une douche commune qui suit un cours d'éducation physique, elle remarque des saignements provenant d'entre ses jambes. N'ayant jamais été mise au courant des menstruations par quiconque, elle panique publiquement et est profondément humiliée par ses camarades. Chez elle, elle est punit par sa mère pour qui avoir ses règles est la preuve que sa fille aurait commit un péché.
Parallèlement, Carrie commence à développer des pouvoirs télékinétiques ...

## Genèse
Après avoir assisté à une représentation de Lulu au Metropolitan Opera House en 1981, Lawrence D. Cohen et Michael Gore ont l'idée de développer une comédie musicale basée sur le roman Carrie (1974) de Stephen King. Cohen avait précédemment écrit le scénario de l'adaptation cinématographique du roman, Carrie au bal du diable (1976). Ils s'associent avec Dean Pitchford, avec qui Gore avait collaboré sur le film Fame (1980), pour écrire les chansons. En 1984, un atelier est ouvert afin de développer le spectacle. Pour cet atelier, la production recrute Annie Golden pour le rôle de Carrie, Maureen McGovern pour celui de Margaret, Laurie Beechman pour Miss Gardner et Liz Callaway pour Chris. Une fois l'atelier terminé, il est annoncé que le spectacle devrait se jouer à Broadway dès 1986. Néanmoins, le projet est reporté car l'équipe n'arrive à réunir les fonds nécessaire qu'à la fin de l'année 1987.

## Productions

### Version originale

#### Essais à Stratford

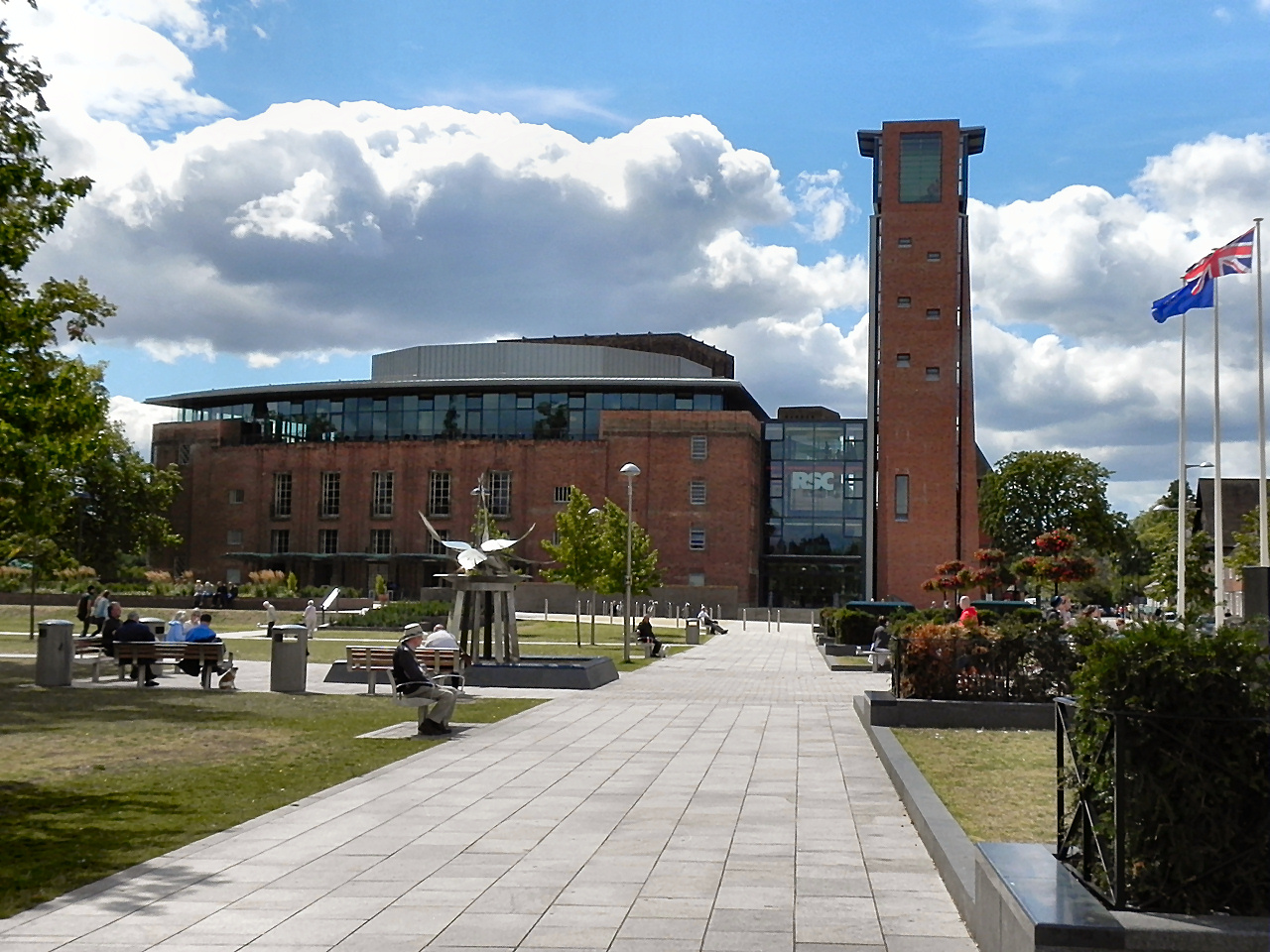
Façade du Royal Shakespeare Theatre, où les représentations tests du spectacle se sont déroulées.

La version originale du spectacle est réalisée par Terry Hands et chorégraphiée par Debbie Allen. La distribution est composée de comédiens  britanniques et américains. Il marque également les premiers pas sur scène de Linzi Hateley, l'interprète de Carrie White.
La scène, développée en collaboration avec Ralph Koltai, était considérée comme technologiquement complexe avec des nombreux effets pyrotechniques, des lasers, ainsi que des parties entièrement automatisés comme un système d'éclairage au dessus de la scène, qui s'abaissait pour la scène finale pour laisser place à un grand escalier blanc caché dans le plafond.
La production s'associe avec la troupe britannique Royal Shakespeare Company pour co-produire le spectacle. À la suite de cela, les représentations tests sont alors organisées au Royaume-Uni dans un théâtre de la troupe, le Royal Shakespeare Theatre, pour une durée de quatre semaines à partir du 13 février 1988. Il s'agit d'un cas exceptionnel pour un spectacle destiné à Broadway, pour lesquels les représentations tests sont en général jouées aux États-Unis, en dehors de New York.
Ces représentations ont connues de nombreux problèmes de scripts et techniques. Lors de la scène du bal, il arrivait souvent que le micro de Linzi Hateley fonctionne mal après que le sceau de faux sang lui soit renversé dessus. Après chaque représentation, le spectacle était réécrit et modifié ce qui causait des incohérences avec le programme distribué aux spectateurs. Par exemple, il était indiqué que l'une des chansons s'intitulait Once I Loved a Boy alors qu'elle avait été réécrite et renommée When There's No One en cours de route. 
Barbara Cook, l'interprète de Margaret White, décide de démissionner après la première représentation à la suite d'un accident où elle aurait pu être décapitée par l'un des décors. Néanmoins, elle accepte de rester le temps que la production lui trouve une remplaçante, ce qui n'arrivera pas avant le déplacement de la troupe à Broadway.
Une chanson jouée lors de la scène de la douche, intitulée Her Mother Should Have Told Her, a été retirée du spectacle durant ses représentations tests avant d'être réintégrée puis une nouvelle fois retirée durant les prestations en avant-premières à Broadway. Une autre chanson, White Star, a été testée durant ses représentation.

#### Broadway

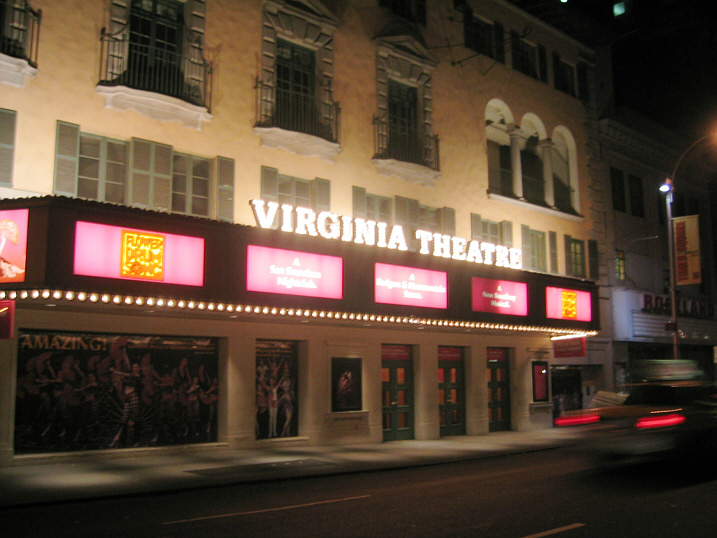
Façade du Virginia Theatre à Broadway, où le spectacle s'est produit.

Afin de transférer le spectacle a Broadway, la production dépense 8 millions de $. Parallèlement, Betty Buckley, qui avait interprétée Miss Gardner dans Carrie au bal du diable (1976), signe pour reprendre le rôle de Margaret White.
Le Virginia Theatre est choisi pour accueillir le spectacle. Des représentations en avant-premières commencent à partir du 28 avril 1988. Durant ces représentations, l'accueil des spectateurs est mitigé avec des applaudissements mais également des hues. D'après The New York Times, l'accueil du public variait d'un soir à un autre.
Le spectacle est officiellement lancé le 12 mai 1988 et reçoit un accueil majoritairement négatif. À la suite de cela, plusieurs investisseurs décident de ne plus financer le spectacle. Le spectacle s'arrête après 15 avant-première et 5 représentations, devenant l'un des échecs les plus cher de l'histoire de Broadway d'après le The New York Times.

### Nouvelle version

#### Off-Broadway

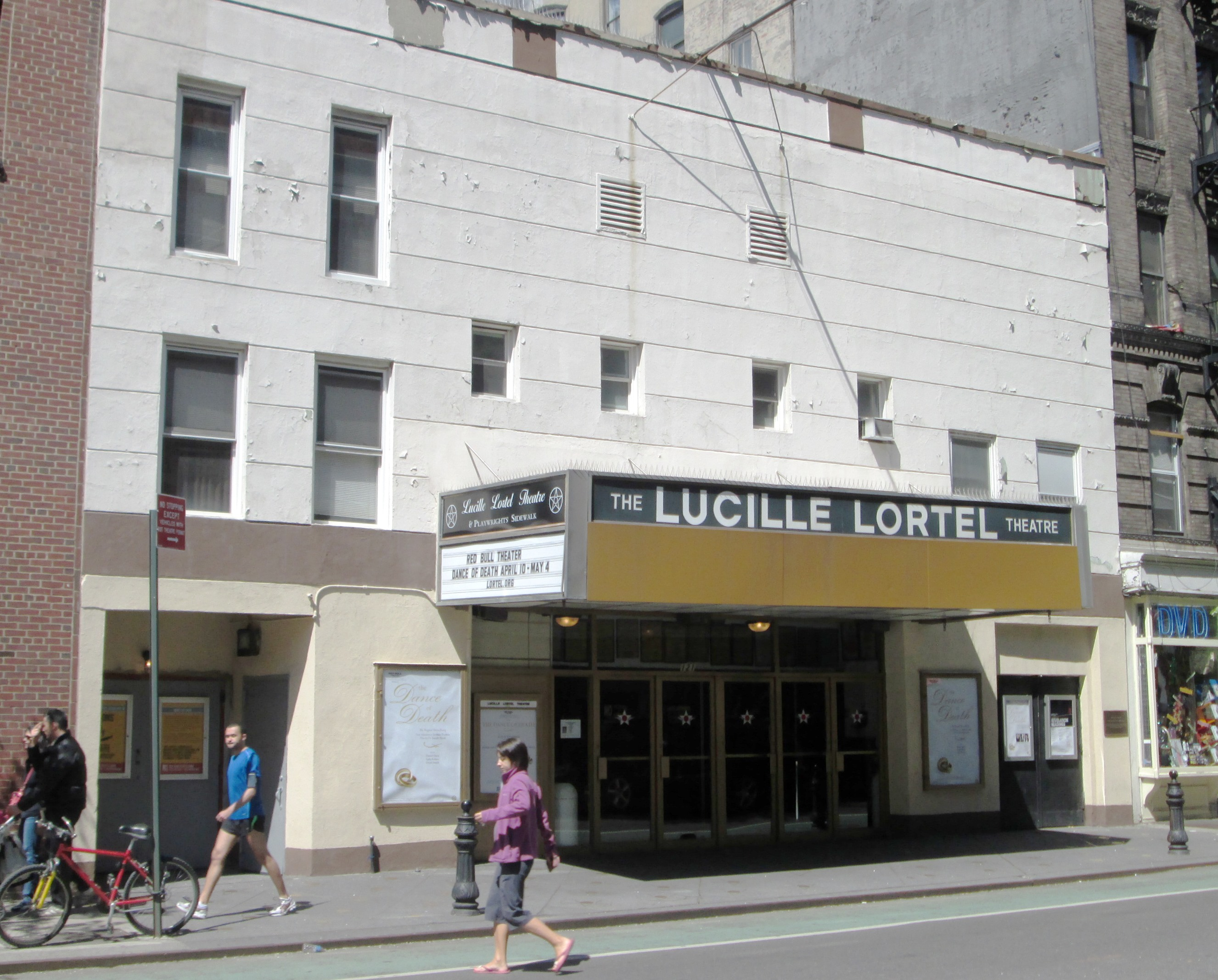
Façade du Lucille Lortel Theatre, où la nouvelle version du spectacle s'est produite.

En 2009, Lawrence D. Cohen, Michael Gore et Dean Pitchford retravaillent entièrement le spectacle. Parmi les modifications, ils suppriment notamment sept chansons pour les remplacer par d'autres. Une lecture du script est organisée à New York en novembre avec notamment Sutton Foster, Marin Mazzie ou encore Molly Ranson.
En octobre 2010, il est confirmé que la nouvelle version sera jouée en Off-Broadway au Lucille Lortel Theatre et co-produite par la compagnie MCC Theater. Cette nouvelle version est réalisée par Stafford Arima et chorégraphié par Matt Williams. Une partie du spectacle est montrée lors d'un événement  caritatif intitulé Revisiting Carrie organisé en août 2011. 
Lancée le 1er mars 2012, cette version rencontre un accueil chaleureux de la critique et des spectateurs. Elle devient alors la version officielle du spectacle afin d'être celle utilisée par toutes les futurs productions de Carrie, amateur ou professionnel.

#### The Killer Musical Experience

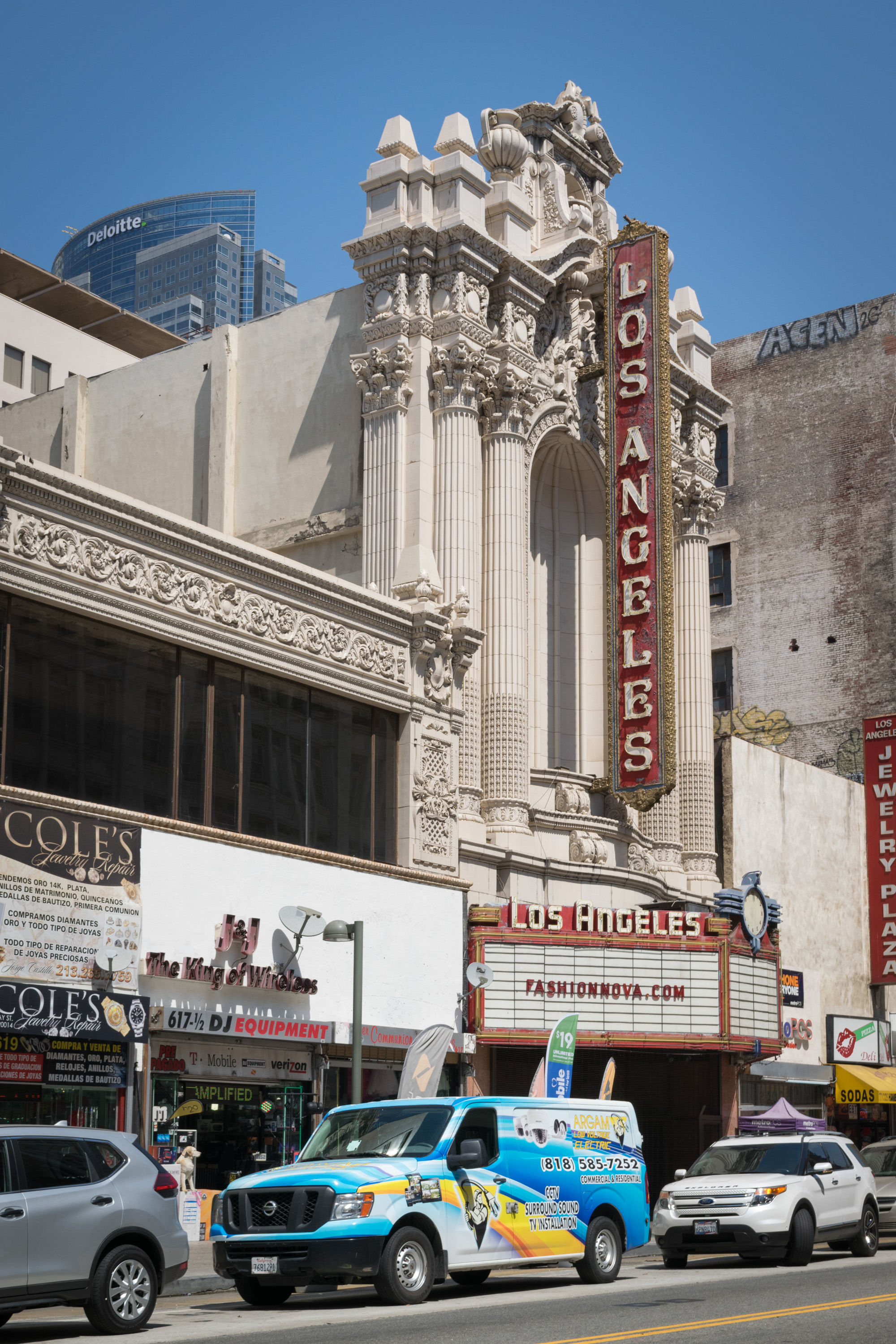
Façade du Los Angeles Theatre, où The Killer Musical Experience a été joué six semaines en 2015.

Le 18 mars 2015, une version immersive du spectacle est jouée au La Mirada Theatre à Los Angeles. Intitulée Carrie, The Killer Musical Experience, cette version intègre le public sur la scène notamment via l'utilisation de bancs afin de ressembler à un gymnase d'établissement scolaire. Pour certaines scènes, comme celle dans les vestiaires, le premier rang était placé de manière à encadrer la scène afin de créer un effet plus intime. Cette expérience a été réalisée par Brady Schwind et chorégraphié par Lee Martino.
The Killer Musical Experience reçoit des critiques positives. À la suite de cet accueil, le spectacle fait son retour pour six semaines à partir du mois d'octobre 2015 au Los Angeles Theatre.

#### Off-West End

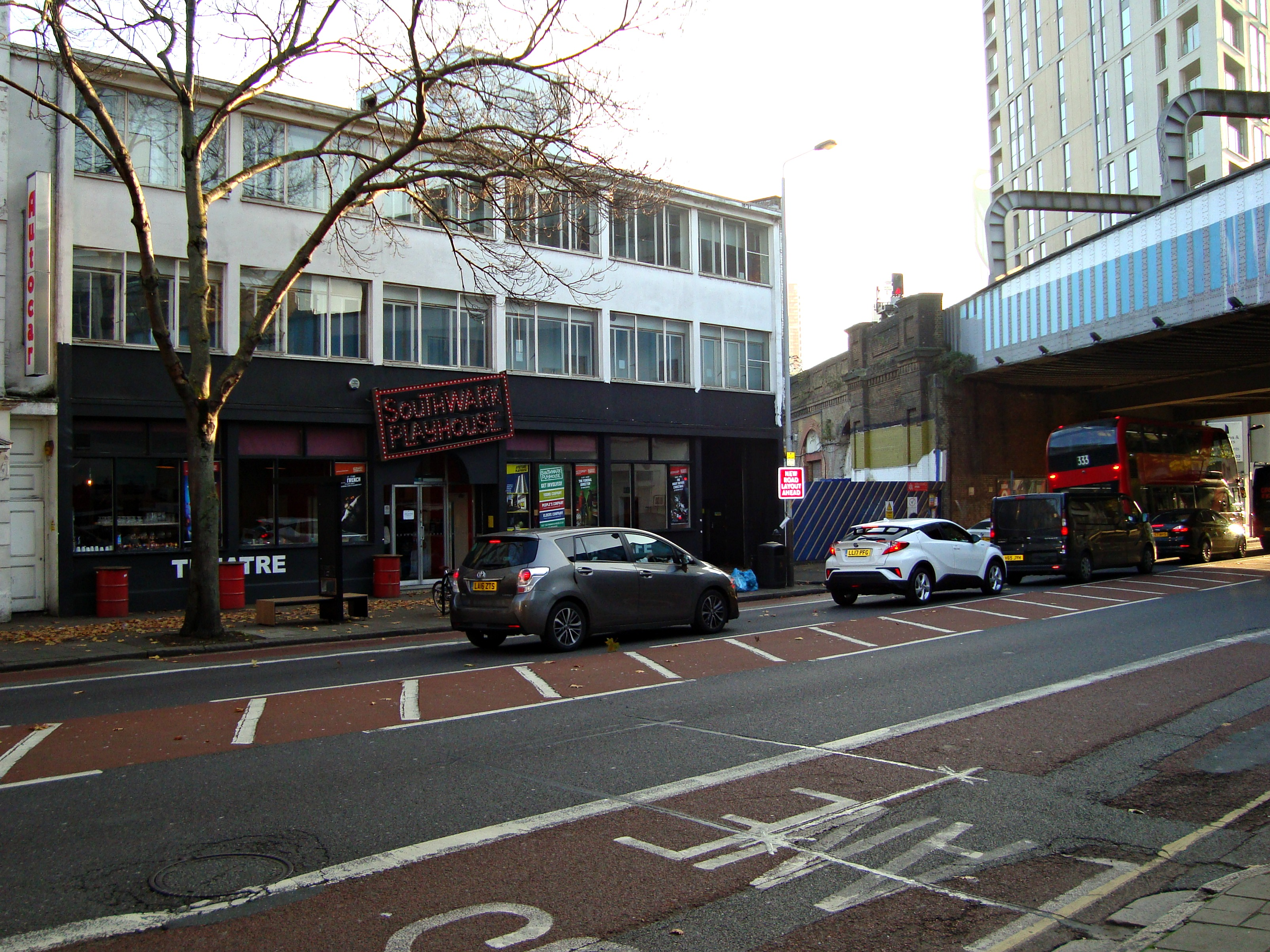
Façade de la Southwark Playhouse, où la nouvelle version du spectacle s'est produite.

Début 2015, il est annoncé que la nouvelle version du spectacle sera jouée en Off-West End pour une durée limitée. Le spectacle est joué entre le 1er et le 30 mai 2015 au Southwark Playhouse. Il reçoit des critiques positives, notamment pour les performances d'Evelyn Hoskins en Carrie et Kim Criswell en Margaret.

## Distribution originale

### Version originale
- Linzi Hateley (en) : Carrie White
- Barbara Cook (Stratford) / Betty Buckley (Broadway) : Margaret White
- Sally Ann Triplett (en) : Sue Snell
- Paul Gyngell : Tommy Ross
- Charlotte d'Amboise (en) : Chris Hargensen
- Gene Anthony Ray : Billy Nolan
- Darlene Love : Miss Lynn Gardner

Ensemble
- Jamie Beth Chandler : Jamie
- Catherine Coffey : Cath
- Michèle Du Vernay : Michèle
- Michelle Hodgson : Shelley
- Rosemarie Jackson : Rose
- Kelly Littlefield : Kelly
- Madeleine Loftin : Maddy
- Michelle Nelson : Michelle
- Mary Ann Oedy : Mary Ann
- Suzanne Maria Thomas : Squeezie
- Gary Co-Burn : Gary
- Kevin Coyne : Kevin
- David Danns : David
- Matthew Dickens : Matthew
- Eric Gilliom : Eric
- Kenny Linden : Kenny
- Joey McKneely : Joey
- Mark Santoro : Mark
- Christophe Solari : Chris
- Scott Wise : Scott

### Nouvelle version
- Molly Ranson (en) : Carrie White
- Marin Mazzie (en) : Margaret White
- Christy Altomare : Sue Snell
- Derek Klena (en) : Tommy Ross
- Jeanna de Waal : Chris Hargensen
- Ben Thompson : Billy Nolan
- Carmen Cusack (en) : Miss Lynn Gardner
- Wayne Alan Wilcox : Mr. Stephens / le révérend Bliss

Ensemble
- Corey Boardman : George
- Blair Goldberg : Norma
- F. Michael Haynie : Freddy
- Andy Mientus (en) : Stokes
- Elly Noble : Helen
- Jen Sese : Frieda

## Numéros musicaux

### Version originale

#### Acte I
| N° | Titre original                        | Personnages                            |
| -- | ------------------------------------- | -------------------------------------- |
| 1  | In                                    | Miss Gardner et les filles             |
| 2  | Dear Lord                             | Carrie                                 |
| 3  | Dream On                              | Sue, Chris, Carrie et les filles       |
| 4  | Carrie                                | Carrie                                 |
| 5  | Open Your Heart                       | Margaret et Carrie                     |
| 6  | And Eve Was Weak                      | Margaret et Carrie                     |
| 7  | Don't Waste the Moon                  | Sue, Tommy, Chris, Billy et l'ensemble |
| 8  | Evening Prayers                       | Margaret et Carrie                     |
| 9  | Unsuspecting Hearts                   | Miss Gardner et Carrie                 |
| 10 | Do Me a Favor                         | Sue, Tommy, Chris, Billy et l'ensemble |
| 11 | I Remember How Those Boys Could Dance | Margaret et Carrie                     |

#### Acte II
| N° | Titre original                | Personnages                                                            |
| -- | ----------------------------- | ---------------------------------------------------------------------- |
| 12 | Out for Blood                 | Chris, Billy et les garçons                                            |
| 13 | It Hurts to Be Strong         | Sue                                                                    |
| 14 | I'm Not Alone                 | Carrie                                                                 |
| 15 | Carrie (Reprise)              | Margaret et Carrie                                                     |
| 16 | When There's No One           | Margaret                                                               |
| 17 | Wotta Night                   | L'ensemble                                                             |
| 18 | Unsuspecting Hearts (Reprise) | Miss Gardner et Carrie                                                 |
| 19 | Heaven                        | Miss Gardner, Sue, Tommy, Chris, Billy, Carrie, Margaret et l'ensemble |
| 20 | Alma Mater                    | L'ensemble                                                             |
| 21 | The Destruction               | Carrie                                                                 |
| 22 | Carrie (Finale)               | Margaret                                                               |

### Nouvelle version

#### Acte I
| N° | Titre original                        | Personnages                                       |
| -- | ------------------------------------- | ------------------------------------------------- |
| 1  | In                                    | L'ensemble                                        |
| 2  | Carrie                                | Carrie                                            |
| 3  | Open Your Heart                       | Le révérend Bliss, Margaret, Carrie et l'ensemble |
| 4  | And Eve Was Weak                      | Margaret et Carrie                                |
| 5  | The World According to Chris          | Chris, Billy, Sue, Tommy et l'ensemble            |
| 6  | Evening Prayers                       | Carrie et Margaret                                |
| 7  | Dreamer in Disguise                   | Tommy                                             |
| 8  | Once You See                          | Sue                                               |
| 9  | Unsuspecting Hearts                   | Miss Gardner et Carrie                            |
| 10 | Do Me a Favor                         | Sue, Chris, Tommy, Billy et l'ensemble            |
| 11 | I Remember How Those Boys Could Dance | Carrie et Margaret                                |

#### Acte II
| N° | Titre original                | Personnages                               |
| -- | ----------------------------- | ----------------------------------------- |
| 12 | A Night We'll Never Forget    | Carrie, Chris, Billy, Sue et l'ensemble   |
| 13 | You Shine                     | Tommy et Sue                              |
| 14 | Why Not Me?                   | Carrie et l'ensemble                      |
| 15 | Stay Here Instead             | Margaret et Carrie                        |
| 16 | When There's No One           | Margaret                                  |
| 17 | Prom Arrival                  | L'ensemble                                |
| 18 | Unsuspecting Hearts (Reprise) | Carrie et Miss Gardner                    |
| 19 | Dreamer in Disguise (Reprise) | Tommy, Carrie et l'ensemble               |
| 20 | Prom Climax                   | Chris, Billy, Carrie, Tommy et l'ensemble |
| 21 | Alma Mater                    | L'ensemble                                |
| 22 | The Destruction               | Carrie et l'ensemble                      |
| 23 | Carrie (Reprise)              | Margaret                                  |
| 24 | Epilogue                      | Sue et l'ensemble                         |

## Autour du spectacle

### Version scolaire
Une version scolaire du spectacle est proposée à destination des écoles aux États-Unis et au Canada via l'agence de licence théâtrale Concord Theatricals. En effet, aux États-Unis et au Canada, quand une école désire monter une production musicale durant l'année scolaire, elle peut louer les droits si elle souhaite jouer un spectacle existant, ce qui lui permet d'obtenir plusieurs outils pour monter plus facilement le spectacle, dont le livret. 
Pour les écoles, les agences de licence proposent des versions modifiées, parfois plus courtes et avec des dialogues adaptés et retravaillés afin de pouvoir être joué par des acteurs mineurs. La version scolaire du spectacle contient donc des modifications, notamment des dialogues moins explicites. La version scolaire est basée sur la nouvelle version du spectacle.

### CarriedansRiverdale
Le 24 janvier 2017, il est annoncé que la deuxième de la série télévisée Riverdale contiendrait un épisode musicale reprenant les chansons de Carrie.
Dans cet épisode diffusé le 18 avril 2018, le lycée de la ville met en scène une production du spectacle avec plusieurs élèves dans les rôles principaux. Onze chansons du spectacle sont reprises par les acteurs de la série. Les paroles utilisées dans les chansons sont celles de la version scolaire, les paroles du spectacle originel étant trop explicites pour être retransmises sur The CW, la chaîne diffusant la série.
Un album contenant les reprises des chansons est sorti le lendemain de la diffusion de l'épisode.